# Georgette Florence Koyt-Deballé
Georgette Florence Koyt-Deballé (sinh năm 1960) là một nhà quản lý học thuật từ Cộng hòa Trung Phi.

## Đời sống
Sau khi du học tại Pháp, năm 1988 Koyt-Deballé trở thành giáo sư tiếng Anh tại Đại học Bangui năm 1988. Từ năm 2011 đến 2013, cô là hiệu trưởng của Đại học Bangui.

## Công trình
- C'est la vie: poèmes, Bangui, 2007.
- Nago, ou, Comment s'en sortir, Bangui, 2008.